# Louis Ellies Dupin
Louis Ellies du Pin o Dupin (17 de junio de 1657 - 6 de junio de 1719) fue doctor por la Sorbona, hijo de una familia noble de Normandía.
Fue profesor de Filosofía en el Collège de France. Dedicó la mayor parte de su vida a compilar la Bibliothèque universelle des auteurs ecclésiastiques (Biblioteca universal de autores eclesiásticos), obra inmensa en la que relata la vida de estos autores, el catálogo y la cronología de sus obras, un juicio sobre su estilo y su doctrina, además de la enumeración de las diferentes ediciones de sus obras con un examen crítico.
Los juicios que aporta en la obra sobre varios padres de la Iglesia hicieron que fuera condenado por Santa Sede; también fue muy criticado por teólogos franceses, principalmente por Jacques Bénigne Bossuet.
Tras declararse, junto con los jansenistas, contra la bula Unigenitus, fue exiliado a Châtellerault y privado de su silla en la universidad. Fue hostigado hacia el final de su vida por haber tenido correspondencia con el arzobispo de Canterbury, con el fin de acercar a católicos y anglicanos.
La Bibliothèque des auteurs ecclésiastiques, publicada en 1686 y en los años siguientes, ocupa, junto con los suplementos, 61 volúmenes. 
Dupin además publicó:
- Ediciones de San Optat, 1700 ;
- Ediciones de Gerson, 1703 ;
- Bibliothèque universelle des historiens (Biliotca universal de los historiadores), 1707 ;
- Histoire abrégée de l'Église (istoria resumida de la Iglesia), 1712 ;
- Traités de la Puissance temporelle ('Tratados del poder temporal), 1707 ;
- Traités historique des Excommunications (Tratado histórico de las excomuniones), 1715, etc.